# 자장가

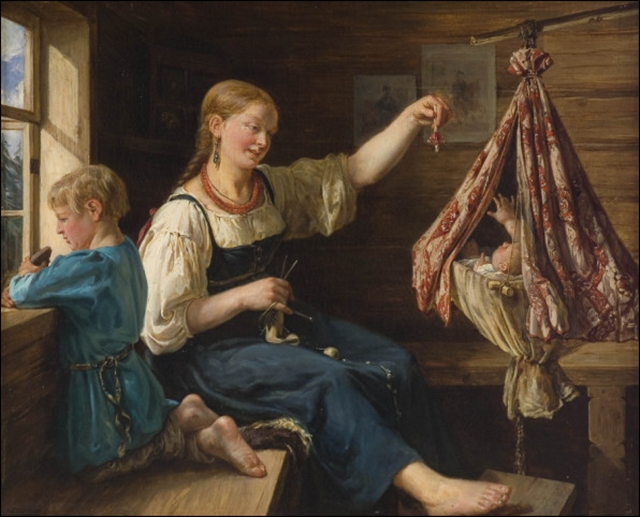

자장가(-歌)는 아이를 재우거나 달래는 데 불리는 노래의 하나다. 세계 각국에서 여러 가지 노래가 있다. 국내에서는 번안곡인 "잘자라 우리아가", "섬집 아기" 등이 대표적이다.

## 세계 각국의 명칭
- 한국어: 자장가, 자장노래
- 영어: lullaby
- 에스파냐어: arrullo
- 이탈리아어: ninnananna
- 프랑스어: berceuse
- 독일어: wiegenlied
- 체코어: ukolébavka
- 헝가리어: altatódal
- 폴란드어: kołysanka
- 덴마크어: godnatsang
- 스웨덴어: vaggsång
- 튀르키예어: ninni
- 일본어: こもりうた
- 중국어: 摇篮曲
- 베트남어: bài hát ru con
- 미얀마어: သားချော့ကဗျာ
- 힌디어: लोरी
- 아랍어: تَهْمِيمَة
- 우즈베크어: alla
- 인도네시아어: nina bobo
- 태국어: เพลงกล่อมเด็ก
- 스와힐리어: tumbuizo
- 현대 히브리어: שיר ערש

## 서양 고전음악에서
- 브람스의 가곡(작품번호 49의 4)
- 찰스 아이브스의 가곡(114개의 노래 가운데 하나)
- 쇼팽의 피아노곡(작품번호 57, 내림 라장조)
- 포레의 피아노곡(작품번호 16)
- 프랭크 브리지의 첼로와 피아노 이중주곡

## 같이 보기
- 잘자라 우리아가